# Francesco Guido Ravinale
Francesco Guido Ravinale (ur. 17 kwietnia 1943 w Biella) – włoski duchowny katolicki, biskup Asti w latach 2000–2018.

## Życiorys
Święcenia kapłańskie otrzymał 25 czerwca 1967. Był m.in. rektorem seminarium diecezjalnego, delegatem ds. Ewangelizacji i Katechezy, delegatem diecezjalnym ds. diakonatu stałego oraz rektorem sanktuarium maryjnego w Oropa.

### Episkopat
21 lutego 2000 papież Jan Paweł II mianował go ordynariuszem diecezji Asti. Sakry biskupiej udzielił mu 25 marca 2000 kard. Severino Poletto. 16 sierpnia 2018 przeszedł na emeryturę.